# La grande boucle
La grande boucle (Brasil: A Grande Volta  é um filme de comédia produzido na França, dirigido por Laurent Tuel e lançado em 2013.